# Sălciua
Sălciua (anciennement Sălciva-de-jos, en hongrois : Alsószolcsva, en allemand : Sundorf) est une commune du județ d'Alba, Roumanie qui compte 1 428 habitants.
La commune est composée de six villages : Dealu Caselor, Dumești, Sălciua de Jos, Sălciua de Sus, Sub Piatră et Valea Largă.

## Démographie
D'après le recensement de 2011, la commune compte 1 428 habitants, en forte baisse par rapport au recensement de 2002 où elle en comptait 1 785.
Lors de ce recensement de 2011, 98,18 % de la population se déclare roumaine (1,82 % ne déclare pas d'appartenance ethnique).

## Politique
| Période                                  | Période  | Identité       | Étiquette | Qualité |
| ---------------------------------------- | -------- | -------------- | --------- | ------- |
| Les données manquantes sont à compléter. |          |                |           |         |
| 2004                                     | En cours | Vasile Lombrea | PNL       |         |

| Parti | Parti                                                 | Sièges |
| ----- | ----------------------------------------------------- | ------ |
|       | Parti national libéral (PNL)                          | 4      |
|       | Parti social-démocrate (PSD)                          | 2      |
|       | Alliance des libéraux et démocrates (ALDE)            | 2      |
|       | Parti Mouvement populaire (PMP)                       | 1      |
|       | Union nationale pour le progrès de la Roumanie (UNPR) | 1      |
|       | Parti national paysan chrétien-démocrate (PNȚCD)      | 1      |

## Galerie
|                    |
| Mairie de Sălciua. |

|                          |
| Paysage près de Sălciua. |

|                              |
| Église en bois à Sub Piatră. |

|                               |
| Église en bois à Valea Largă. |

|                            |
| Grotte « Huda lui Papară » |

|                         |
| Chute d'eau « Șipote ». |